# Upplands runinskrifter Fv1973;146
Upplands runinskrifter Fv1973;146 är en vikingatida runsten av gnejsgranit i Skinna, Tillinge socken och Enköpings kommun. Runstenen mäter 2,2 meter över marken. Ristningsytan är 1,5 meter som bredast. Runhöjden är 5,5-8 centimeter. Ristningsytan är delvis svårt vittrad. Stenen flyttades till sin nuvarande plats från den ursprungliga fyndplatsen cirka 300 meter norrut. Runstenen hittades 1972 och var tidigare helt okänd.

## Inskriften
Translitterering av runraden:
+ aratr + yk + ernkisl + yk + alfton + yk + futraþr litu + akua + sten + ʀfti + kisl + faþur + sen +
Normalisering till runsvenska:
Haraldr ok Ærngisl ok Halfdan ok Fotraðr letu haggva stæin æftiʀ Gisl, faður sinn.
Översättning till nusvenska:
Harald och Ärngisl och Halvdan och Fotrad läto hugga stenen efter Gisl, sin fader.